# Willem Frederik van Gloucester
Willem Frederik van Gloucester (Engels: William Frederick, Duke of Gloucester and Edinburgh) (Teodoli Paleis, Rome, 15 januari 1776 - Bagshot Park, Surrey, 30 november 1834), was een lid van de Britse Koninklijke familie, en een nakomeling uit het huis Hannover. Hij was een neef van koning George III van het Verenigd Koninkrijk en een achterkleinzoon van koning George II.

## Jonge leven

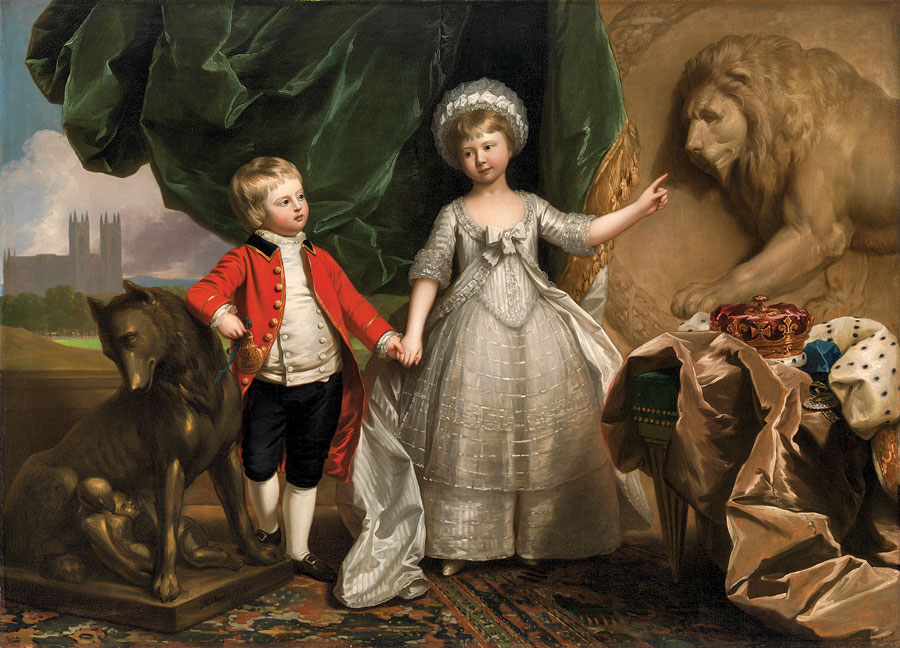
De 3-jarige William met zijn oudere zus Sophia (Benjamin West 1779)

Prins William Frederick werd geboren op 15 januari 1776 in het Teodoli Paleis aan de Via del Corso in Rome. Zijn vader was prins Willem Hendrik van Gloucester, hertog van Gloucester en Edinburgh. Deze was de tweede zoon van Frederik, prins van Wales en prinses Augusta van Saksen-Gotha, prinses van Wales. Zijn moeder was Maria Walpole, een natuurlijke dochter van Edward Walpole en Dorothy Clements. Maria was een kleindochter van Robert Walpole, de eerste minister van Groot-Brittannië van 1721 tot 1742.
Omdat hij een achterkleinzoon was van koning George II kreeg hij bij zijn geboorte de titel Prins van Groot-Brittannië, met als aanspreektitel Zijne Hoogheid. Hij werd in het Teodoli Paleis in Rome gedoopt op 12 februari 1776. Zijn meters en peters waren: hertog Ernst II van Saksen-Gotha-Altenburg en hertogin Maria Charlotte van Saksen-Meiningen, en markgraaf Karel Alexander van Brandenburg-Ansbach. Hij had twee oudere zussen: Prinses Sophia Matilda (1773-1844), bleef ongehuwd, en Prinses Caroline Augusta Maria (1774-1775).
In 1787 werd Willem toegelaten tot Trinity College van de Universiteit van Cambridge waar hij in 1790 zijn MA behaalde. Tijdens een verblijf in Zweden van 1802-1803 zou hij een affaire gehad hebben met Aurora Koskull, een hofdame van de Zweedse koningin Frederika, met wie hij trouwplannen gehad zou hebben. 
Op 25 augustus 1805 stierf William Frederick's vader, waardoor hij de titel 'hertog van Gloucester en Edinburgh' ontving, en graaf van Connaught werd. Van 1811 tot aan zijn dood was hij 'chancellor' van de Universiteit van Cambridge. In 1812 werd hij door de Zweedse adel gevraagd als koning voor Zweden, maar daarvoor kreeg hij geen toestemming van de Britse regering.

## Huwelijk

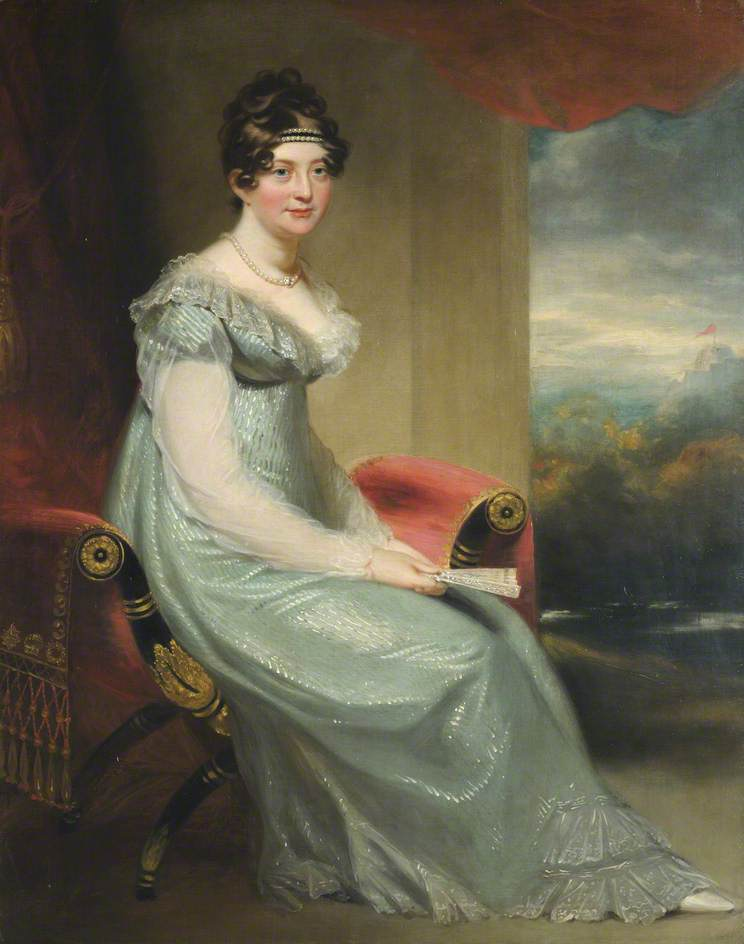
Portret van Prinses Mary door Henry William Beechey

Op 22 juli 1816 huwde William Frederick met Prinses Maria van Hannover (1776-1857), een dochter van koning George III en koningin Charlotte. Het huwelijk werd voltrokken in het St. James's Palace te Londen. Op diezelfde dag kreeg William Frederick van George, de Prins Regent de aanspreektitel Zijne Koninklijke Hoogheid.
Hij woonde samen met zijn vrouw in Bagshot Park in Surrey. Uit dit huwelijk werden geen kinderen geboren. Toen William Frederick en Mary in het huwelijk traden waren zij beiden 40 jaar oud. Eigenlijk was het oorspronkelijke idee dat William Frederick ongehuwd zou blijven. Mocht er dan geen buitenlandse echtgenoot gevonden worden voor prinses Charlotte Augusta van Wales dan kon hij met haar trouwen. Prinses Charlotte was de enige dochter van prins George, de oudste zoon van koning George III. Maar tien weken voor het huwelijk van William Frederick en Mary huwde Charlotte met prins Leopold van Saksen-Coburg-Saalfeld, de latere koning Leopold I van België.

## Latere leven en dood
Prins William Frederick had geen grote interesse in politiek. Toch trad hij toe tot het Hogerhuis. Hij was een groot voorstander van de afschaffing van de slavernij. Ook steunde hij koningin Caroline en Prins Augustus Frederik, de hertog van Sussex tegen koning George IV.
Hertog William Frederick stierf op 30 november 1834 en hij werd bijgezet in St. George's Chapel te Windsor Castle. Zijn weduwe, Prinses Mary, stierf op 30 april 1857. Hij was de laatste met de titel 'Hertog van Gloucester en Edinburgh', welke speciaal voor zijn vader gecreëerd was.